# Ramón García Hernández
Ramón García Hernández (Villafranca del Campo, 29 de marzo de 1831-Zaragoza, 7 de abril de 1910) fue un ingeniero y político español, famoso por sus obras hidráulicas y ferroviarias durante el Regeneracionismo.

## Biografía
Nacido  en Villafranca del Campo, Teruel, tuvo al menos dos hermanos. Su familia eran propietarios agrícolas en una zona con fuerte dependencia de las precipitaciones, lo que influyó en su pensamiento. Buen estudiante, tras haber trabajado en el campo de joven, estudió el bachillerato e Ingeniería de Caminos en Valencia, graduándose en 1855 y culminando sus estudios en Madrid en 1857.
En 1857 obtuvo un primer destino en Tarragona y poco después en Zaragoza, donde pasó un tiempo dedicado a obras hidráulicas. Entre sus trabajos se recuerda el Puente de Hierro de Zuera (1861), una restauración de los apoyos del Puente de Piedra de Zaragoza y proyectos para el Canal Imperial de Aragón, donde en 1863 ensanchó el calado del barranco de La Marga, en Gallur. Sin embargo parece que sus propuestas para el Canal Imperial fueron a menudo ignoradas. En 1865 fue destinado a la provincia de Logroño y en 1867 a Navarra.
Durante el Sexenio Democrático fue dos veces (1872, 1872-1873), elegido diputado a cortes por el distrito electoral de Daroca, que abarcaba su comarca natal. No constan participaciones parlamentarias de relevancia. Según algunos biógrafos, acabó el periodo “con un desprecio de la política tal como con deplorable persistencia suele entenderse”.
En 1876 volvería al mundo de la ingeniería, con destino en la provincia de Teruel y un interés en el regadío de la provincia, sus conexiones ferroviarias, y sus caminos y carreteras. Fue autor de un plan de rehabilitación de los caminos vecinales de la provincia, uno de los promotores de la Sociedad Económica de Amigos del País de Teruel, del Ferrocarril Central de Aragón y de la política hidráulica de Joaquín Costa, contando con el apoyo de su hermano Mariano, farmacéutico de Villafranca, y del alcalde de Teruel, José Torán. Así propuso por primera vez el pantano de Santolea y la regulación de los ríos Matarraña y Martín.
Nombrado jefe de la división hidrológica del Ebro en 1878, realizó el primer estudio sistemático en la cuenca de potenciales emplazamientos para presas, identificando dieciocho localizaciones. También fue coautor junto a Ramón Gironza del proyecto para la reconstrucción de la presa de Mezalocha, que se ejecutaría en los años siguientes. Su política favorecía los pequeños embalses de cabecera, evitando las obras faraónicas de mayor impacto ambiental y rechazando la construcción en sí como un fin debiendo los proyectos tener una racionalidad económica por su uso. García Hernández se mostró además crítico con las ideas de grandes proyectos, a los que acusaba de responder a menudo al “general clamoreo de una comarca” y de olvidar las complicaciones prácticas que llevaban a un aprovechamiento menor al estimado.
Sus intereses siguieron sin restringirse a las obras hidráulicas y en 1881 fue autor de Algunas consideraciones sobre la manera de completar con economía el Plan General de Carreteras. Quizás una de las innovaciones más significativas en su pensamiento fue la consideración del paisaje como elemento a ser preservado frente a los grandes proyectos que se proponían en la época. Igualmente muestra un gran interés en el papel económico de las infraestructuras y como la decisión de grandes proyectos o planes más modestos afectan a la vertebración del territorio.
En 1879 unas inundaciones arrasaron el Levante, siendo en 1884 nombrado presidente de la comisión para el estudio de alternativas de defensa fluvial. El proyecto resultante fue publicado en 1886 e incluía obras como los canales de Totana y El Reguerón, la presa de Valdeinfierno o las defensas fluviales de Orihuela, proyectadas por García Hernández. La obra fue editada en 1887 y su memoria incluye una nota de García Hernández resumiendo su pensamiento sobre el aprovechamiento hidráulico. Este proyecto le dio fama nacional, siendo reconocido como hijo adoptivo de Murcia y honrado con la Orden de Isabel la Católica. Desde 1889 colaboró con él su hijo, Julio García Burriel. Iniciado el primer paquete de obras, siguió proyectando las presas de Quípar y Talave.
Mantuvo durante esta etapa sus vínculos con sus orígenes aragoneses, siendo parte de la comisión en favor del ferrocarril del Canfranc y redactando los primeros proyectos de los embalses de Santa María de Belsué y Moneva. Significativamente completó sus estudios de la cuenca del Ebro con los 22 volúmenes de su Estudio del aprovechamiento de aguas en el valle del Ebro.
Se jubiló en 1898, una vez que vio acabadas las primeras obras de su plan hidrológico para el Levante. Aun así, siguió activo y consta su participación en 1899 en la elaboración de un plan de carreteras vecinales para la provincia de Zaragoza y cinco artículos en la Revista de Obras Públicas. Rechazó sin embargo la cartera de fomento que le ofreció Rafael Gasset en 1900 por considerarse ya demasiado mayor para el cargo. Falleció en 1910.